# 白楹
白楹（？—1635年），字礎之，號擎宇，山東莘縣（今山東聊城市莘縣）人。明朝政治人物，天啟乙丑進士，崇禎間官至河南盧氏縣知縣，守城身死。

## 生平
萬曆三十七年（1609年）己酉科舉人，天啓五年（1625年）乙丑科進士，與陳士奇並稱《二難稿》。初授平陽府推官，彈劾不畏權貴，被降為浙江按察使司幕官；崇禎七年（1634年）官盧氏縣知縣，守禦城池，安撫叛民。次年冬，李自成農民軍犯城，白楹面中流矢，仍率民巷戰，兵敗自刎而死。士民建祠祭祀，有《春山瑤草》流傳。《盧氏縣志》有傳。

## 佚事
白楹任平陽推官時，朋友耿如杞因不肯向魏忠賢叩拜被陷害，誣陷得贓款，他就拿出千金代對方償還，耿如杞因此脫難。他也曾在臨清建園，自章丘得二奇石，尚書謝陞求之不得，即安排其補盧氏知縣。